# Thenopa
Thenopa là một chi bướm đêm thuộc họ Geometridae.